# EMD SD75
Az EMD SD75M és EMD SD75I dízel-elektromos mozdonysorozatok, melyeket a General Motors Electro-Motive Division gyártott 1994 és 1996 között. A két sorozatot a General Electric Dash 9-44CW mozdonyára válaszként fejlesztették ki. Az SD75 nagyban hasonlít az SD70 sorozatra, azonban a 16-710-G3-as motor teljesítményét 4000-ről 4300 lóerőre (3000-ről 3200 kW-ra) növelték.

## Műszaki jellemzése
Az „M” betű a típusjelzésben az észak-amerikai stílusú, míg az „I” betű az „izolált” vezetőfülkére utal. Utóbbi csökkenti a zajt és a rezgést a fülkében az előbbihez képest. Ezt a vezetőfülke-típust arról lehet felismerni, hogy az orr és a vezetőfülke elemeit egy hézag választja el egymástól. Ez a hézag az a gumi, amely csillapítja a rezgéseket és csökkenti a zajt, mivel a fülke nem közvetlenül a mozdony vázához van rögzítve. Ez volt az utolsó modell, amelynél az EMD használta az „I” jelölést a típusnévben; a további egységek mindegyike szigetelt fülkével rendelkezett, de a típusmegjelölés továbbra is az „M” jelzést használta. A megrendelők között volt a Canadian National, a legnagyobb vásárló 175 egységgel (azóta 173), a Burlington Northern Santa Fe 26 egységgel (azóta 24) és az Ontario Northland Railway 6 egységgel (azóta 5).
Mindkét típus a „HTCR” radiális forgóvázakat használja, amik 22,05 méteres vázra vannak felszerelve. Az SD75M modellből mindössze 76 darabot adtak el, és nem volt olyan népszerű, mint az SD70. A típus legnagyobb vásárlója az Atchison, Topeka and Santa Fe Railway (a későbbi Burlington Northern Santa Fe) volt 51 egységgel; további 25 példányt 1996 elején, az egyesülési folyamat során szállítottak le. A Santa Fe SD75M-jei voltak a vasút utolsó új mozdonyai, az utolsó új egység, a 250-es számú, 1995 augusztusában készült el.
Az SD75M-ek elsősorban a Santa Fe/BNSF különleges kérésére készültek, és valamivel erősebbek, mint az SD70M-ek, teljesítményük 4300–4500 lóerő (3200–3400 kW) között van. Majdnem teljesen megegyeznek az SD70M-ekkel, de megkülönböztethetők a jobb oldalon az inerciális légbeömlő alatt található nagyobb dudorral.
A Norfolk Southern 2014 szeptemberében 7 SD75M egységet vásárolt a National Railway Equipment Companytől.

## SD75M-üzemeltetők
| Vasúttársaság                         | Példányszám | Pályaszám | Megjegyzés |
| ------------------------------------- | ----------- | --------- | --- |
| Atchison, Topeka and Santa Fe Railway | 51          | 200–250   | 8200–8250-es pályaszámon a BNSF-hez kerültek, ahol később visszakapták az eredeti 200–250-es számukat. A 202-es, a 209-es, a 218-as, a 222-es, a 225-ös, a 229-es és a 230-as a Norfolk Southernhez került 2800–2806-os pályaszámon. A többit a Progress Rail vásárolta meg |
| BNSF Railway                          | 25          | 8251–8275 | Később átszámozták őket a 251–275-ös tartományban |

## SD75I-üzemeltetők
| Vasúttársaság             | Példányszám | Pályaszám | Megjegyzés                                                                                                   | Leszállítás éve |
| ------------------------- | ----------- | --------- | --- | --------------- |
| BNSF Railway              | 26          | 8276–8301 | A 8276–8299-es egységeket átszámozták 276–299-re, a 8300–8301-est pedig 249–250-re                           | 1997            |
| Canadian National Railway | 173         | 5626–5800 | Egyes egységeket 2023-ban „SD75ACC” típusra építettek át. Az 5658-ast és az 5753-ast kivonták az állományból | 1996            |
| Ontario Northland Railway | 5           | 2100–2105 | A 2100-as egység 2012-ben balesetet szenvedett, majd kivonták a forgalomból                                  | 1997–1999       |

## SD75I-galéria

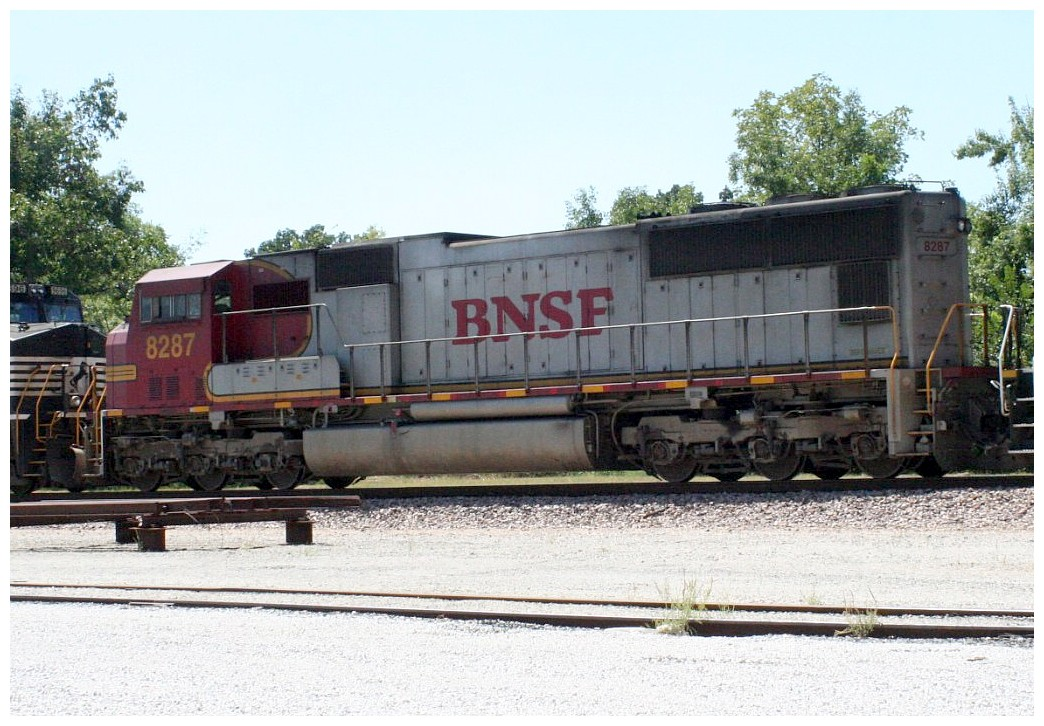
BNSF #8287
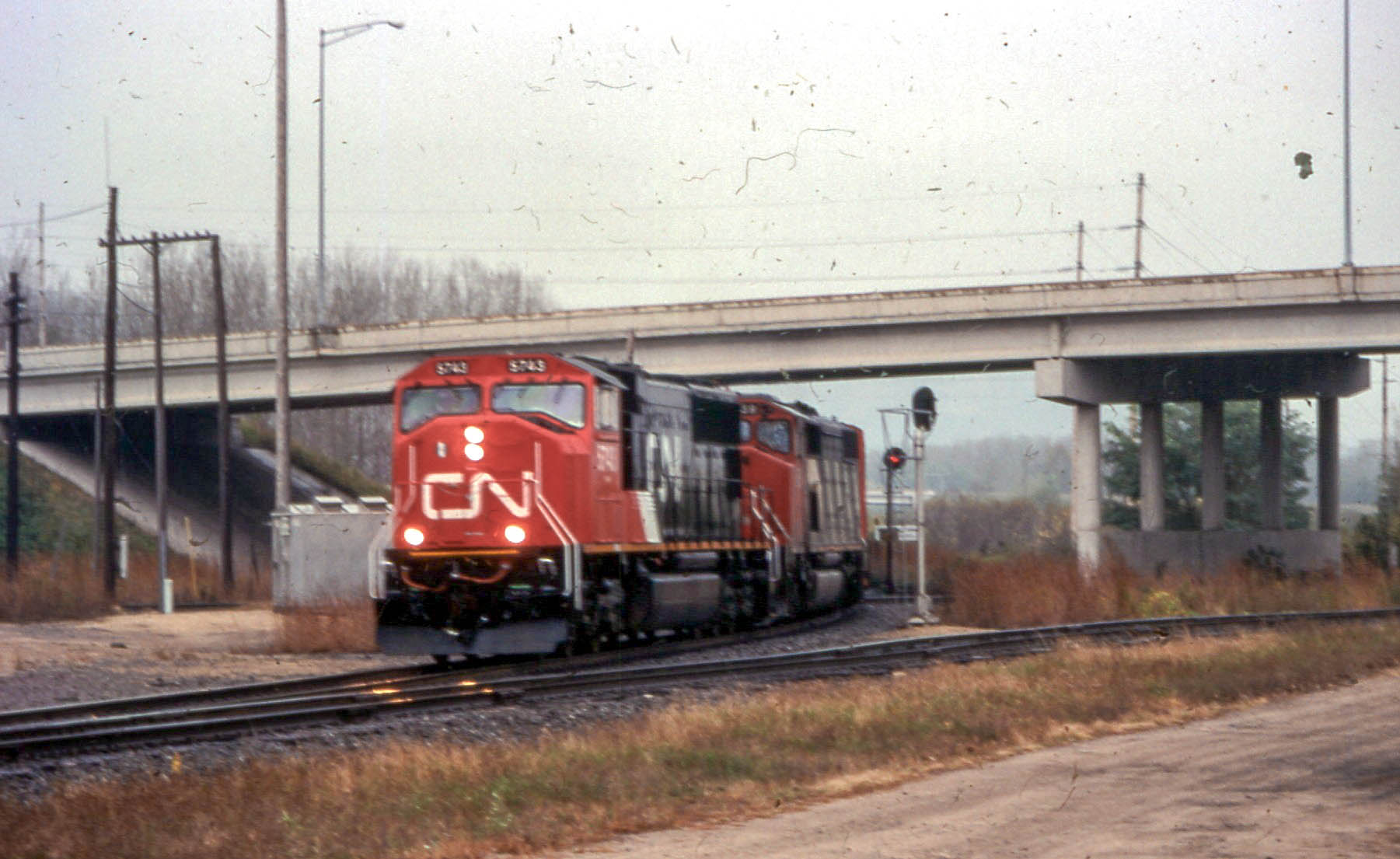
CN #5743
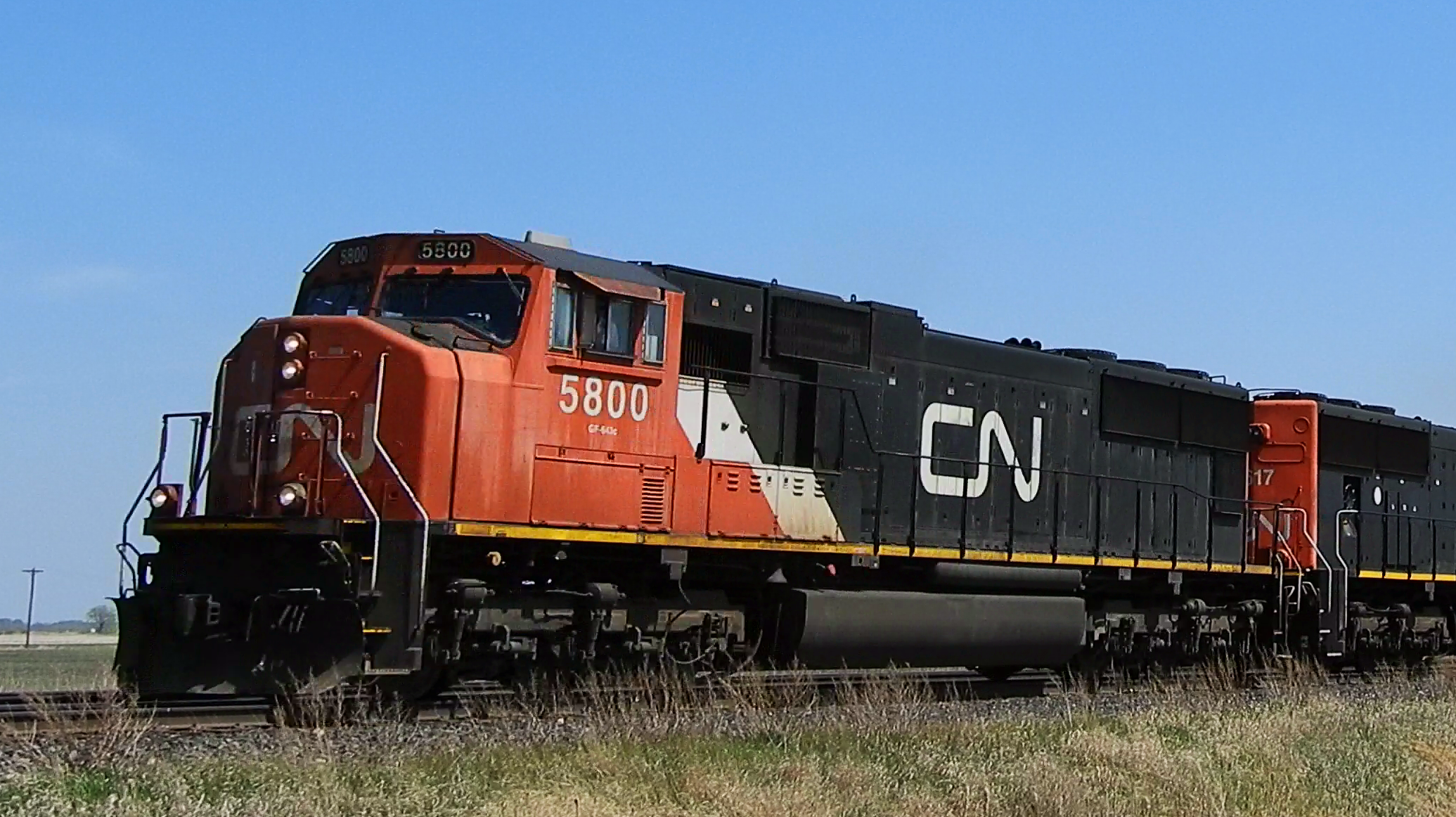
CN #5800

## Fordítás
- Ez a szócikk részben vagy egészben  az   EMD SD75M/SD75I című angol Wikipédia-szócikk ezen változatának fordításán alapul.  Az eredeti cikk szerkesztőit annak laptörténete sorolja fel. Ez a jelzés csupán a megfogalmazás eredetét és a szerzői jogokat jelzi, nem szolgál a cikkben szereplő információk forrásmegjelöléseként.